# Павел Дроня
Павел Дроня (пол. Paweł Dronia; народився 30 червня 1989, Польща) — польський хокеїст, захисник. Виступає за «Унія» (Освенцім) у Польській Екстралізі. 
Вихованець хокейної школи «Орлік» (Ополе). Виступав за СМС (Сосновець), «Заглемб'є» (Сосновець).
У складі національної збірної Польщі провів 32 матчі (2 голи); учасник чемпіонату світу 2008 (дивізіон I) і 2011 (дивізіон I). У складі молодіжної збірної Польщі учасник чемпіонатів світу 2007 (дивізіон I), 2008 (дивізіон I) і 2009 (дивізіон I). У складі юніорської збірної Польщі учасник чемпіонатів світу 2006 (дивізіон I) і 2007 (дивізіон I).